# Glaucomys volans
Il glaucomio del sud (Glaucomys volans Linnaeus, 1758), noto anche come assapan, è una delle due specie del genere Glaucomys, gli unici scoiattoli volanti originari del Nordamerica (l'altra è il più grande glaucomio del nord, G. sabrinus).

## Tassonomia
Attualmente, gli studiosi riconoscono 11 sottospecie di glaucomio del sud:
- G. v. volans Linnaeus, 1758 (Stati Uniti nord-orientali ed estremità meridionale del Canada);
- G. v. chontali Goodwin, 1961 (Oaxaca);
- G. v. goldmani Nelson, 1904 (Chiapas e Guatemala);
- G. v. guerreroensis Diersing, 1980 (Guerrero);
- G. v. herreranus Goldman, 1936 (Veracruz);
- G. v. madrensis Goldman, 1936 (Chihuahua);
- G. v. oaxacensis Goodwin, 1961 (Oaxaca);
- G. v. querceti Bangs, 1896 (regione peninsulare della Florida e coste della Georgia);
- G. v. saturatus A. H. Howell, 1915 (Stati Uniti sud-orientali, e eccezione della regione peninsulare della Florida e delle coste della Georgia);
- G. v. texensis A. H. Howell, 1915 (Texas orientale);
- G. v. underwoodi Goodwin, 1936 (Honduras).

## Descrizione
Il glaucomio del sud possiede una pelliccia di colore grigio-marrone sul dorso, più scura sui fianchi e color crema ventralmente. Ha grandi occhi scuri e una coda appiattita. Una membrana ricoperta di pelo, detta patagio, si estende tra gli arti anteriori e quelli posteriori e consente all'animale di planare nell'aria.

## Distribuzione e habitat
Il glaucomio del sud è diffuso nei boschi di latifoglie e in quelli misti della regione orientale del Nordamerica, dal Canada sud-orientale alla Florida (USA). Popolazioni disgiunte si incontrano anche sugli altopiani di Messico, Guatemala e Honduras.

## Biologia

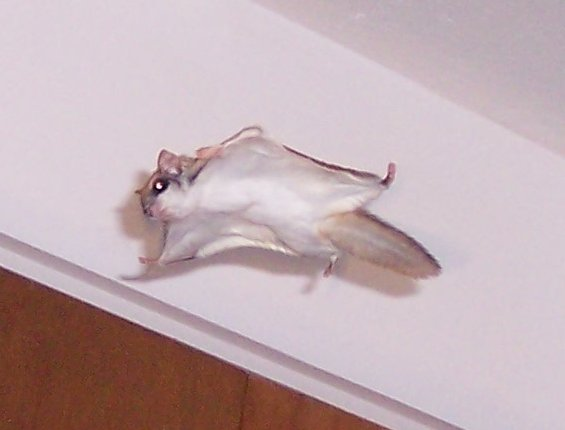
Glaucomio del sud in volo.

Il glaucomio del sud si nutre di frutta e noci di vari alberi, come querce rosse e bianche, hickory e faggi. Immagazzina riserve alimentari, costituite per lo più da ghiande, per l'inverno. Mangia anche insetti, gemme, funghi, micorrize, carogne, uova e piccoli di uccello, e fiori. A sua volta è preda di serpenti, Strigiformi, Accipitridi e procioni. Anche i gatti domestici costituiscono una minaccia per questo animale. Sebbene sia molto agile in volo, al suolo è particolarmente vulnerabile.
Sia in natura che in cattività le femmine partoriscono due nidiate all'anno (di 2-7 piccoli l'una). Il periodo di gestazione è di circa 40 giorni. I piccoli nascono privi di pelo e del tutto inetti. Le orecchie si aprono a 2-6 giorni di vita, mentre la pelliccia inizia a svilupparsi a partire dal settimo giorno. Gli occhi, però, non si aprono fino all'età di 24-30 giorni. I genitori iniziano a lasciarli da soli 65 giorni dopo la nascita, ma divengono del tutto indipendenti attorno ai 120 giorni.
Il glaucomio del sud è dotato di un'ottima capacità di orientamento ed è in grado di trovare il proprio nido perfino se quest'ultimo è stato trasferito artificialmente anche a un chilometro di distanza dalla posizione originaria. L'estensione del territorio varia da 40.000 m² nelle femmine a circa il doppio nei maschi, e tende ad essere maggiore nelle regioni settentrionali dell'areale.
Nell'uomo l'esposizione ad esemplari di glaucomio del sud è correlata a casi di tifo esantematico. Il tifo trasmesso dagli scoiattoli volanti è noto come «tifo selvatico» e i Centri per la prevenzione e il controllo delle malattie, negli USA, ne hanno documentato in tutto 39 casi tra il 1976 e il 2001. Lo scoiattolo funge da ospite per i batteri di Rickettsia prowazekii e si ipotizza che la trasmissione all'uomo avvenga attraverso pidocchi o pulci.

## Conservazione
Seppur minacciato in alcune zone dalla deforestazione, il glaucomio del sud è ancora molto diffuso e la IUCN lo inserisce tra le specie a rischio minimo.